# Furto di sera bel colpo si spera
Furto di sera bel colpo si spera è un film del 1974 diretto da Mariano Laurenti, scritto e musicato da Pippo Franco. È stato prodotto e distribuito dalla Italian International Film di Fulvio Lucisano.

## Trama

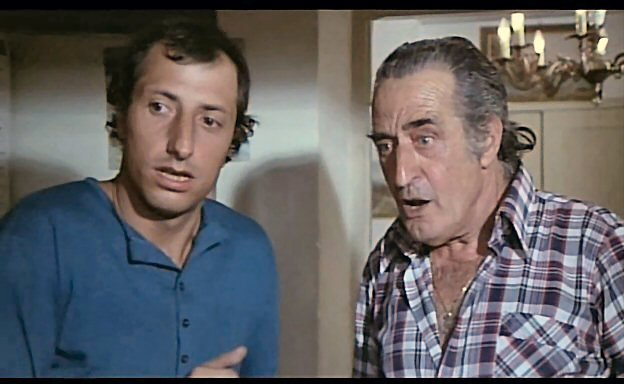
Pippo Franco con Memmo Carotenuto

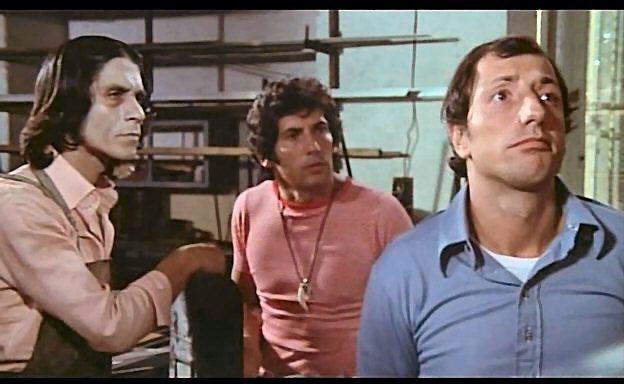
Thomas Rudy, Giancarlo Prete Pippo Franco

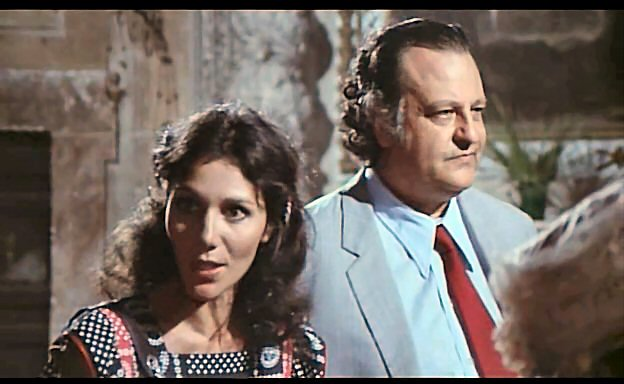
Laura Troschel e Umberto D'Orsi

Quinto è un ladruncolo romano, specializzato nel furto di automobili, che entra ed esce di galera in continuazione. Uscito dal carcere, per prima cosa ruba un furgone carico di generi alimentari, tentando di rivenderne il contenuto presso il negozio del destinatario originale, che - assieme a due suoi collaboratori, ai quali il furgoncino era stato sottratto - lo malmena, al punto da rendere necessario il ricovero in ospedale. Durante il ricovero conosce il conte Nuvolucci, che gli confida di possedere un quadro del Goya, dal valore pari a 500 milioni di lire. Per poter fare il colpo, Quinto si rivolge al suo amico Armando; questi, a sua volta lo presenta ai suoi complici Euforia e a Marcello.
Il piano prevede di far sedurre il conte dall'avvenente Nicoletta, ex fidanzata di Armando di professione prostituta, della quale Quinto peraltro si innamora, in modo che questa lo porti fuori la sera del colpo. Quando finalmente si può dare il via al piano, Armando, Marcello con la moglie e Euforia - non avendo notizie di Quinto, nuovamente scomparso - penetrano comunque in quella che credono essere la casa del conte; mentre mettono tutto a soqquadro cercando il dipinto, Lidia ha le doglie. Contestualmente giunge Quinto, che li avverte come la casa non sia quella giusta. Purtroppo,  Lidia è ormai in travaglio, e - non sapendo cosa fare - i ladruncoli rimettono a posto la refurtiva,  svegliando il padrone di casa. Con la collaborazione della governante di casa il parto va bene, e la banda si trasferisce nella casa del conte, dove rubano finalmente il quadro. Portatolo però dal ricettatore scoprono che si tratta di un falso. Quinto - con la complicità del Conte - ha infatti imbrogliato sia la polizia, la società di assicurazione, che i propri amici, usandoli come manovalanza per fingere un furto. Quando i complici riescono a trovarlo Quinto si accorge, però, che il conte lo ha pagato con soldi falsi. Quinto fugge nuovamente in auto e viene scambiato per un pericoloso criminale ed arrestato. Mentre i suoi amici si accordano per punirlo quando verrà rilasciato, Nicoletta gli dice di volergli bene. Quinto, nel frattempo, si sta accordando con il proprio compagno di cella per organizzare una fuga.

## Luoghi del film e curiosità
Il film è interamente ambientato a Roma, girato in vari luoghi esterni della capitale e presso i teatri di posa P.R.A. La villa del conte è Villa Ramazzini, in via Ramazzini 91 a Roma, sede del "Club Internazionale dell'Antiquariato" - citato nei titoli di coda e tuttora esistente.
Laura Troschel - che in alcune versioni della locandina e nei titoli di testa risulta accreditata con lo pseudonimo talvolta utilizzato, Costanza Spada, nei titoli di coda compare anche come aiuto costumista, con il vero nome Laura Troschel.

## Colonna sonora
La colonna sonora ha come tema portante quello della canzone "Furto di sera", cantata da Pippo Franco e incisa sui dischi della Cinevox Record. Il motivo è proposto varie volte, rielaborato, durante il film.